# Donaldsonville
La ville américaine de Donaldsonville est le siège de la paroisse de l'Ascension, en Louisiane. Elle se situe sur la rive ouest du Mississippi. En 2010, sa population était de 7 436 habitants. Donaldsonville fait partie de l’agglomération de Bâton-Rouge. 

## Histoire
Donaldsonville a été la capitale de la Louisiane de 1830 à 1831.

## Économie
Un site de synthèse d'ammoniac y est installé.

## Tragédie duPélican
Le Pélican, construit à La Malbaie en 1992, a été transféré à Donaldsonville, sur le fleuve Mississippi, où il est devenu la propriété de la Fondation du Fort Butler (Louisiane). Il a coulé trois fois. Une fois en 2002 et renfloué en 2004. Une autre fois en 2004 par un remorqueur et une deuxième fois en 2008 par un autre remorqueur de barge. Le carburant provenant du remorqueur a forcé la fermeture du fleuve à cet endroit.

## Personnalités liées à la ville
- Howard Green - NFL défense
- Stephen Hopkins - Brigadier Général, Guerre de 1812, Chambre de la Louisiane (1812)
- Plas Johnson - saxophoniste
- Francis T. Nicholls - Gouverneur de la Louisiane (1877–80, 1888–92), Général des États confédérés d'Amérique